# Courcy (Marne)
Pour les articles homonymes, voir Courcy.
 (janvier 2009).
Courcy est une commune française, située dans le département de la Marne en région Grand Est. Situé à environ 10 km au nord de Reims, le village fut l'objet de très violents combats pendant la Première Guerre mondiale.

## Géographie

### Situation
Situé dans le secteur septentrional du Pays Rémois, entre la Butte de Brimont et la Montagne de Saint-Thierry, le terroir de Courcy est nettement délimité à l’ouest par la route nationale 44 menant de Reims à Laon et, à l’est, par la route départementale 966 allant de Reims à Neufchâtel-sur-Aisne.
| Loivre Villers-Franqueux | Berméricourt | Brimont |
| Thil                     | Courcy       |         |
| Saint-Thierry            | Reims        | Bétheny |

### Transports

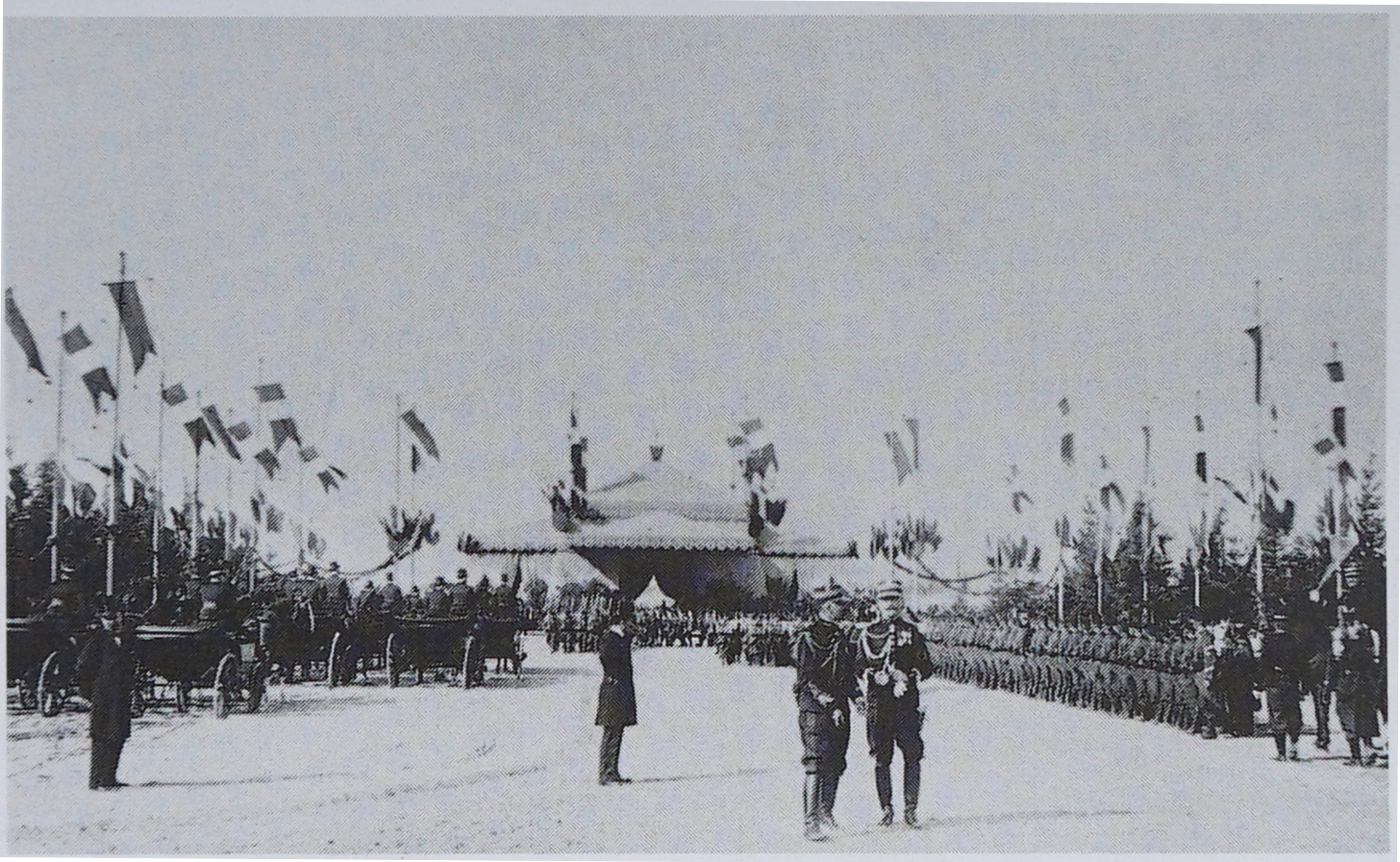
La gare de toile du Fresnois.

Le village est traversé par le canal de l'Aisne à la Marne.
Du point de vue des transports en commun, il est desservi par la gare de Courcy - Brimont sur la ligne de Reims à Laon.
En septembre 1901 la gare du Fresnois fut construite par la Compagnie des chemins de fer de l'Est pour la revue de Bétheny le 21 faite devant le président de la République Loubet et le tsar Nicolas II.

### Lieux-dits
Rocquincourt a longtemps été un village indépendant. Cité comme Cortis Rucunicus en 886. Elle avait une église placée sous le vocable de Pierre, elle était une annexe de celle de Courcy et était à l'écart de toute habitation. Elle fut détruite et ses pierres ont servi à la construction du séminaire de Reims après une ordonnance de l'archevêque de Reims du 22 novembre 1682.

### Hydrographie

#### Réseau hydrographique
La commune est dans la région hydrographique « la Seine du confluent de l'Oise (inclus) à l'embouchure » au sein du bassin Seine-Normandie. Elle est drainée par le canal de la Marne à l'Aisne,.
Depuis 1866, le canal de l'Aisne à la Marne reliant Berry-au-Bac à Condé-sur-Marne permet à Reims d'avoir un accès à la Marne à partir des canaux de l'Aisne. Construit à partir du 9 mars 1842, ce canal à bief de partage possède une longueur de 58 km et a permis, lorsque cette voie maritime a été reliée en 1861 par le canal de la Marne au Rhin, de former une grande ligne de navigation qui permit de relier Strasbourg à Lille en passant par le Rhin. Il est mis au gabarit Freycinet entre 1878 et 1883,. 

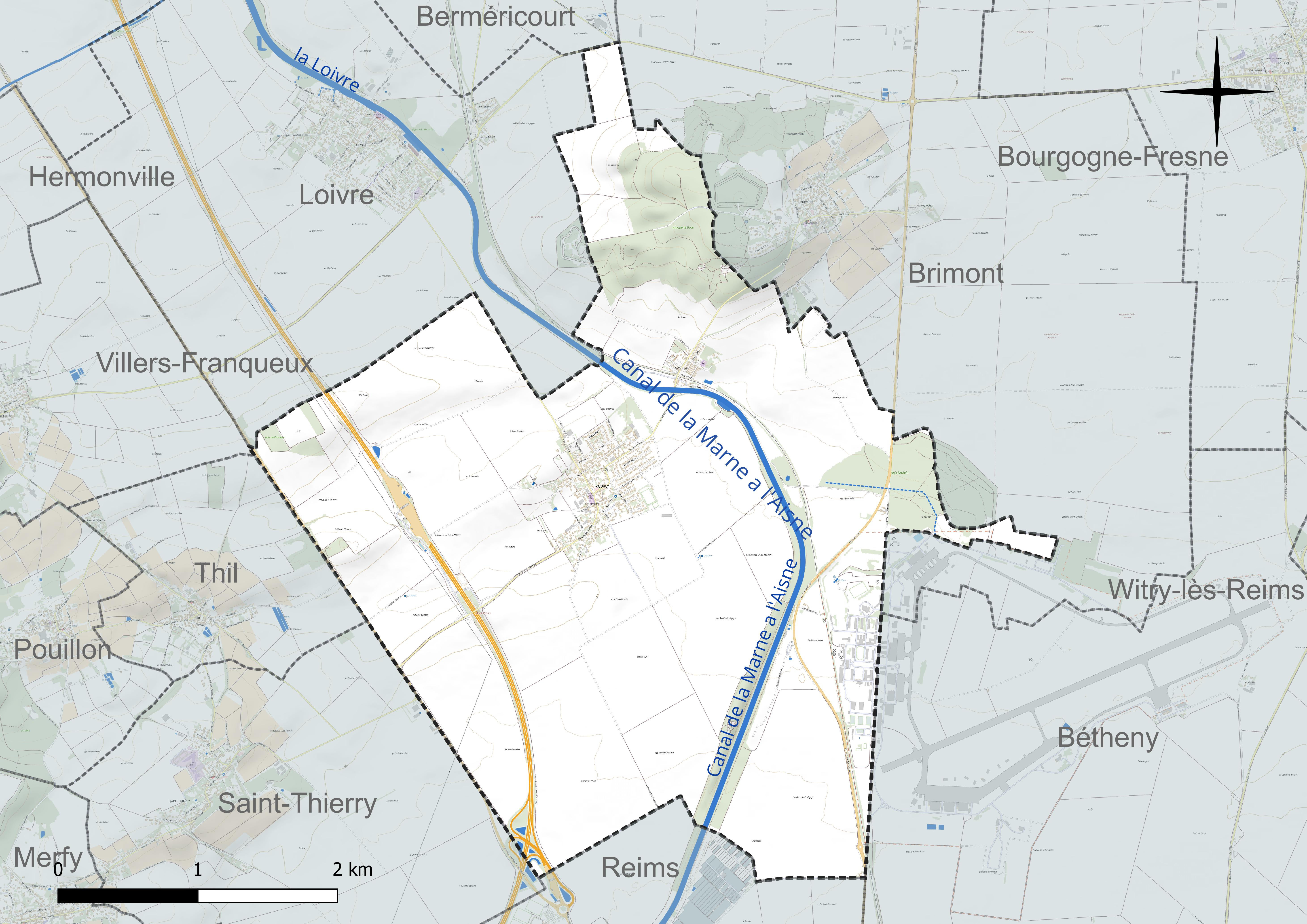
Réseau hydrographique de Courcy.

#### Gestion et qualité des eaux
Le territoire communal est couvert par le schéma d'aménagement et de gestion des eaux (SAGE) « Aisne Vesle Suippe ». Ce document de planification, dont le territoire s’étend sur 3 096 km2 répartis sur trois départements (Aisne, Marne et Ardennes) et deux régions (Champagne-Ardenne et Picardie), a été approuvé le 16 décembre 2013. La structure porteuse de l'élaboration et de la mise en œuvre est le Syndicat d’aménagement des bassins Aisne Vesle Suippe (SIABAVES). 
La qualité des cours d’eau peut être consultée sur un site dédié géré par les agences de l’eau et l’Agence française pour la biodiversité. 

### Climat
Pour des articles plus généraux, voir Climat du Grand Est et Climat de la Marne.
En 2010, le climat de la commune est de type climat océanique dégradé des plaines du Centre et du Nord, selon une étude du Centre national de la recherche scientifique s'appuyant sur une série de données couvrant la période 1971-2000. En 2020, Météo-France publie une typologie des climats de la France métropolitaine dans laquelle la commune est exposée à un climat océanique altéré et est dans la région climatique  Nord-est du bassin Parisien, caractérisée par un ensoleillement médiocre, une pluviométrie moyenne régulièrement répartie au cours de l’année et un hiver froid (3 °C). 
Pour la période 1971-2000, la température annuelle moyenne est de 10,3 °C, avec une amplitude thermique annuelle de 15,5 °C. Le cumul annuel moyen de précipitations est de 702 mm, avec 10,8 jours de précipitations en janvier et 8,6 jours en juillet. Pour la période 1991-2020, la température moyenne annuelle observée sur la station météorologique de Météo-France la plus proche, « Chambrecy-Civc », sur la commune de Chambrecy à 20 km à vol d'oiseau, est de 10,7 °C et le cumul annuel moyen de précipitations est de 734,0 mm. 
La température maximale relevée sur cette station est de 40,3 °C, atteinte le 25 juillet 2019 ; la température minimale est de −22,1 °C, atteinte le 17 janvier 1985,,. 
Les paramètres climatiques de la commune ont été estimés pour le milieu du siècle (2041-2070) selon différents scénarios d'émission de gaz à effet de serre à partir des nouvelles projections climatiques de référence DRIAS-2020. Ils sont consultables sur un site dédié publié par Météo-France en novembre 2022.

## Urbanisme

### Typologie
Au 1er janvier 2024, Courcy est catégorisée bourg rural, selon la nouvelle grille communale de densité à sept niveaux définie par l'Insee en 2022.
Elle est située hors unité urbaine. Par ailleurs la commune fait partie de l'aire d'attraction de Reims, dont elle est une commune de la couronne,. Cette aire, qui regroupe 294 communes, est catégorisée dans les aires de 200 000 à moins de 700 000 habitants,.

### Occupation des sols
L'occupation des sols de la commune, telle qu'elle ressort de la base de données européenne d’occupation biophysique des sols Corine Land Cover (CLC), est marquée par l'importance des territoires agricoles (83 % en 2018), une proportion sensiblement équivalente à celle de 1990 (83,6 %). La répartition détaillée en 2018 est la suivante : 
terres arables (81,4 %), forêts (10,3 %), zones industrielles ou commerciales et réseaux de communication (3,6 %), zones urbanisées (3,1 %), zones agricoles hétérogènes (1,6 %). L'évolution de l’occupation des sols de la commune et de ses infrastructures peut être observée sur les différentes représentations cartographiques du territoire : la carte de Cassini (XVIIIe siècle), la carte d'état-major (1820-1866) et les cartes ou photos aériennes de l'IGN pour la période actuelle (1950 à aujourd'hui).

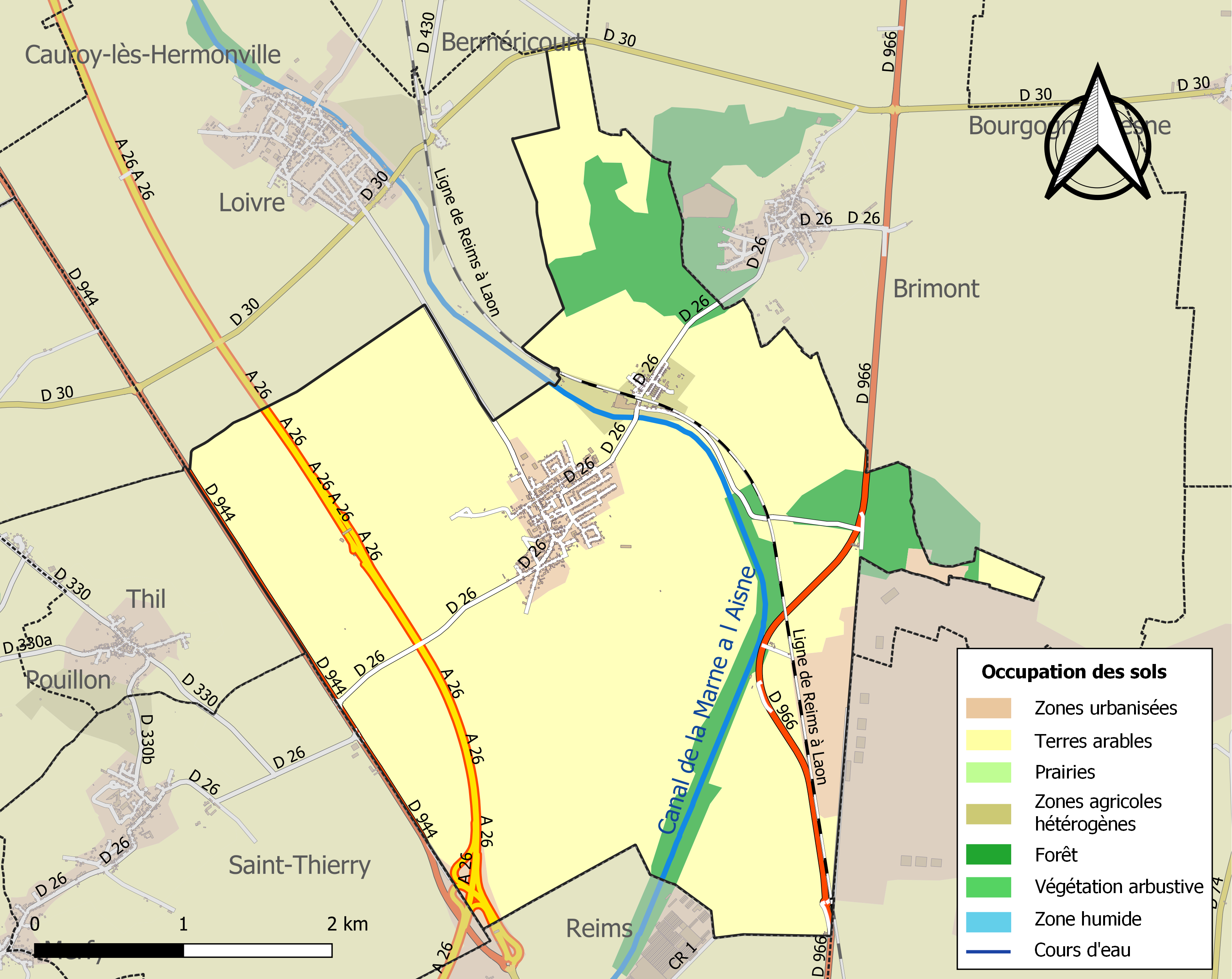
Carte des infrastructures et de l'occupation des sols de la commune en 2018 (CLC).

## Toponymie
Le nom de la localité est attesté sous les formes Curceium (vers 1067) ; Courceyum (1248) ; Courceium (1249) ; Corci (1260) ; Courci (1261) ; Curceyum (1303-1312) ; Cou[r]cy lez Reims (1384) ; Courcy delez Reins (1400) ; Courcy-la-Neuvillette (1860-1870), (nom porté par la commune de Courcy, à laquelle fut unie de 1822 à 1870 l'ancienne commune de la Neuvilette, rétablie en 1870).

## Histoire
Des fouilles ont mis au jour des tombes gauloises, au lieu-dit les Thomois et au bois Soulains. Mais, historiquement, son origine remonte à l’occupation romaine. Courcy doit son nom au premier propriétaire gallo-romain, Curtius.
À partir du XIIe siècle, Courcy est sous la dépendance à la fois, du trésorier de l’église de Reims, seigneur de Courcy et de l’abbé de Saint-Thierry.

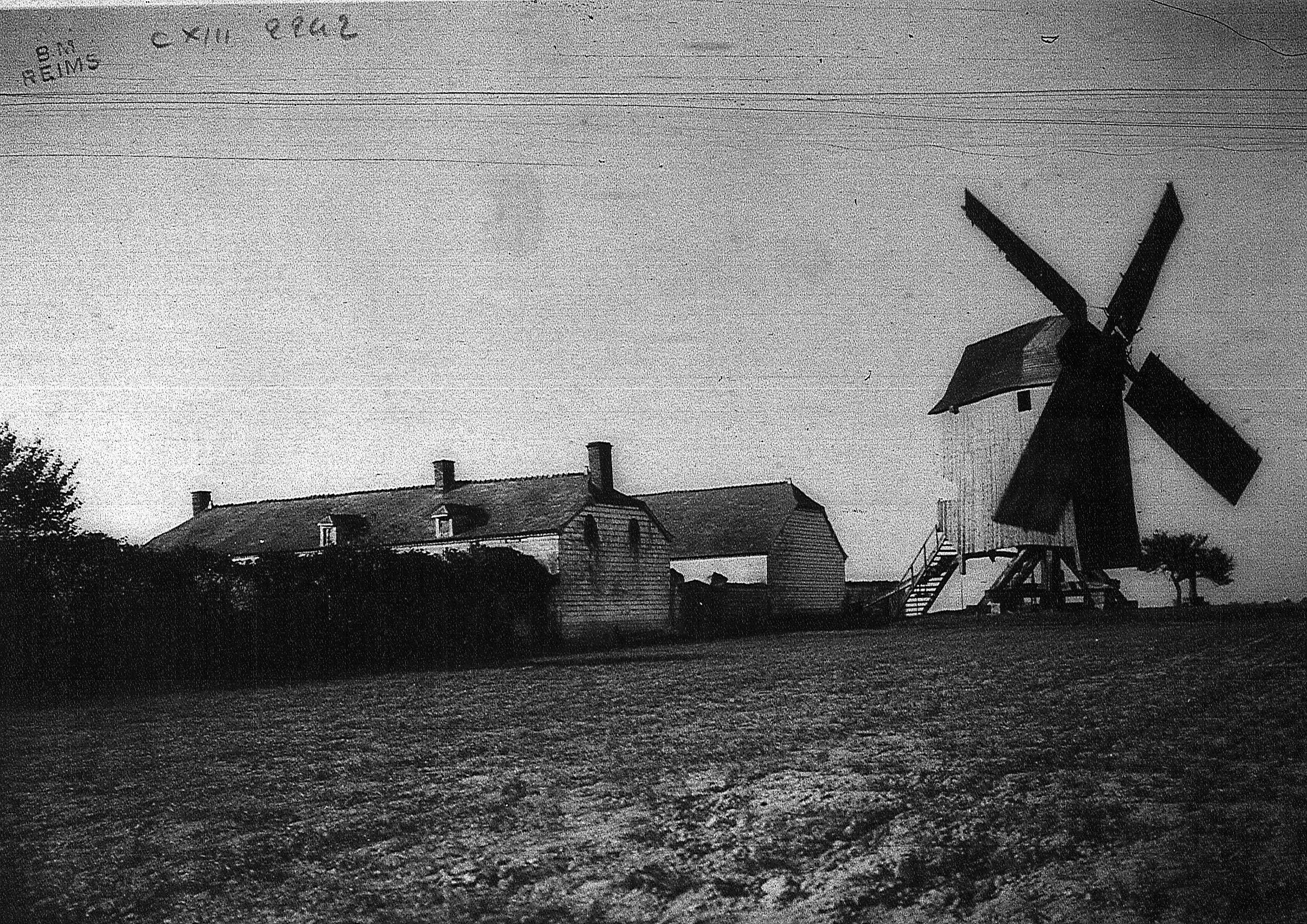
Moulin aujourd'hui disparu.

En 1359, en pleine guerre de Cent Ans, le village de Rocquincourt, situé entre Courcy et Brimont, est complètement ravagé par une chevauchée anglaise. Confinant à Courcy, il en devient un hameau, mais conserve longtemps son nom propre. Un lieu-dit portait encore en 1911 le nom de « Cimetière de Rocquincourt ». Il était situé au-delà de la ligne de chemin de fer de Reims à Laon, à laquelle il confinait, au nord-est de la gare de Courcy, et derrière l’enclos de la Verrerie de l’époque (avant 1914). D’ailleurs, jusqu’au XVIIIe siècle, Courcy porte le nom de Courcy-Rocquincourt.
Entre 1822 et 1870, La Neuvillette devient elle aussi un hameau de Courcy. C’est durant cette époque que Courcy est de nouveau divisée en deux agglomérations, séparées par la ligne de chemin de fer Reims-Laon et le canal de la Marne à l’Aisne.

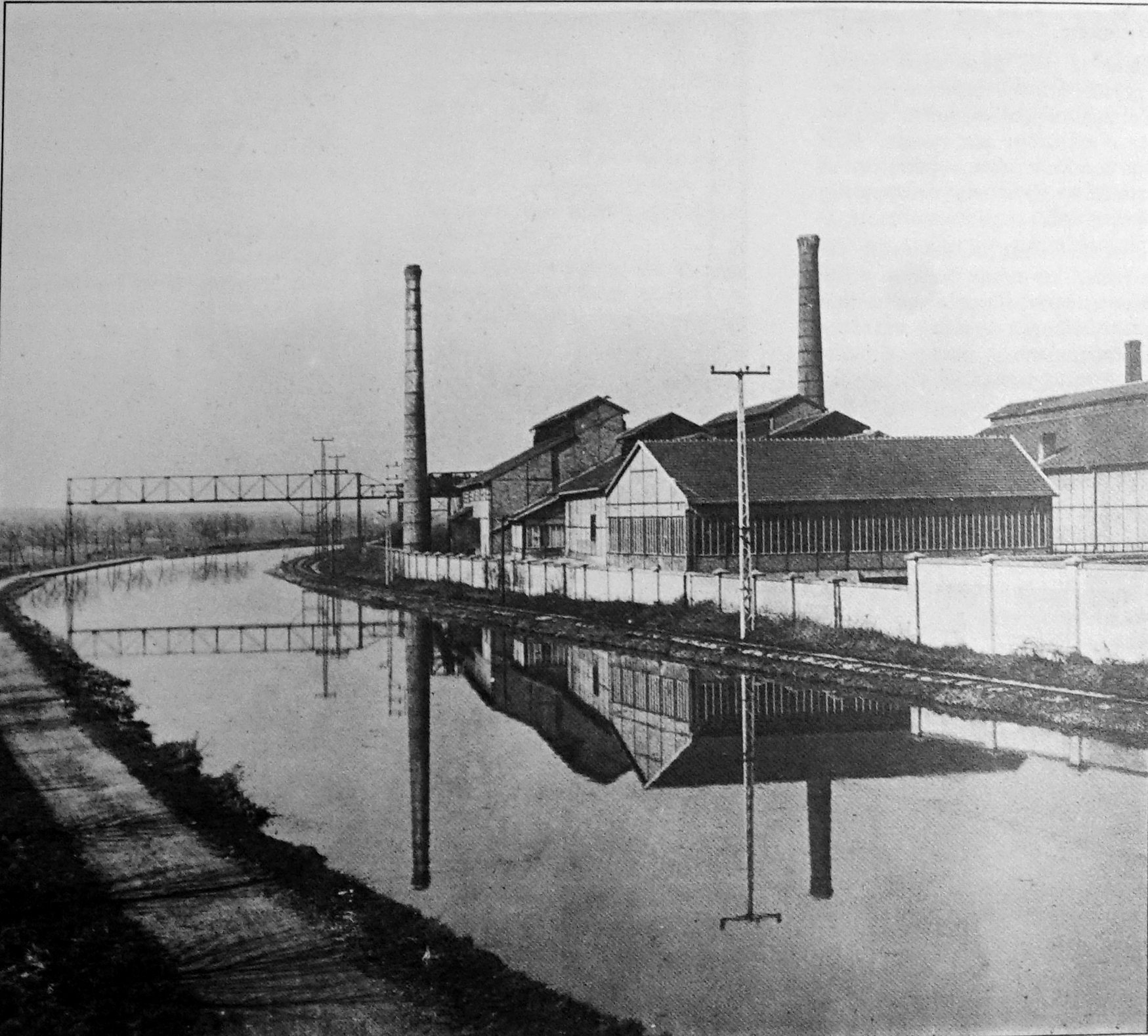
La verrerie et le canal.

Au nord de ces deux voies, le Baron de Sachs, associé de la maison de Champagne Veuve Clicquot, construit, à l'emplacement de l'ancien cimetière de Rocquincourt, la verrerie et sa cité vers 1870. Elle est d'abord gérée par M. Denis, sous la raison sociale Denis et Cie, puis par Pierre Givelet à partir de 1898, qui avait appris le métier à la verrerie de Loivre. La verrerie de Courcy devient la société en commandite par actions Givelet et Cie dont le président du conseil de surveillance était M. de Sachs. Un important mouvement syndical s'est développé en Champagne entre 1890 et 1900 en liaison avec les verriers de Carmaux (Albi). En 1907, l'usine compte 151 ouvriers.
Au sud, le village proprement dit reste essentiellement agricole. À la veille de la guerre de 1914, l’agglomération compte environ mille habitants, le maire en est monsieur Gacoin, le curé l’abbé Gilimare, et l’instituteur monsieur Lorin. Avec le développement de l'aviation et les Grande Semaine d'aviation de la Champagne une gare de chemin de fer se développe, une école d'aviation de l'entreprise Deperdussin.
Pendant la Grande guerre

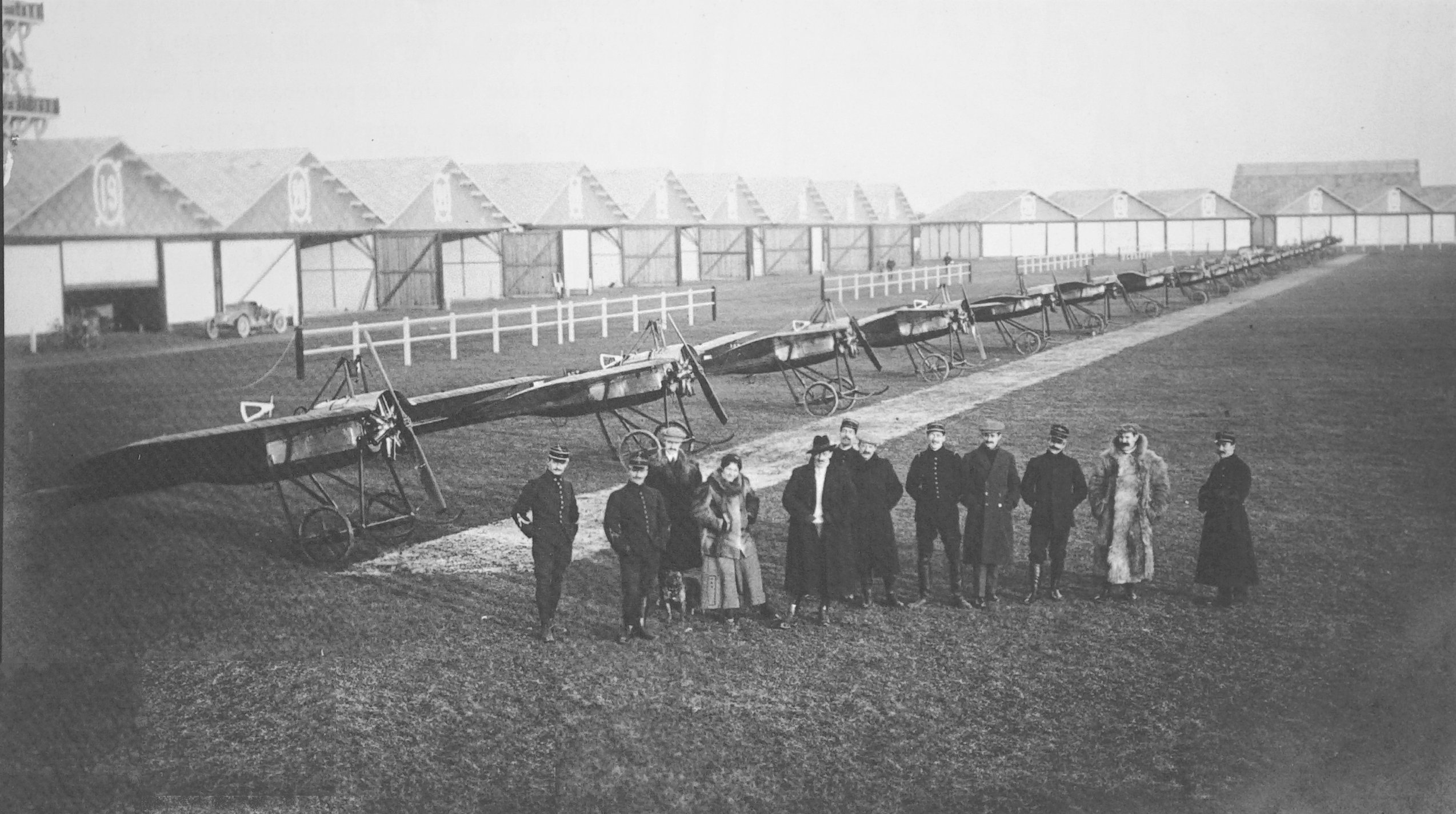
L'école d'aviation Deperdussin.

La 10e brigade de la 5e DI (36e et 129e RI) arrive jusqu'au canal le 13 septembre 1914 au soir. Le 129e, en tête, occupe alors la Verrerie de Courcy, les ponts et le village. Le 17 à 20h00-22h00, le 1er bataillon du 39e RI, stationné à Saint-Thierry, rejoint Courcy où il est à la disposition du commandant de la 10e brigade pour étayer la défense de la rive ouest du canal. Dans la nuit du 17 au 18 septembre, alors que le 1er bataillon du 39e RI passe à l'est du canal pour aller relever le bataillon du 129e RI en place à la Verrerie, les Allemands attaquent. Le résultat est que la Verrerie est perdue, puis les ponts sur le canal, et enfin le village de Courcy. Tout le monde se replie, un peu en désordre sur Saint-Thierry sans être poursuivi par les Allemands. Le village de Courcy est repris par les Français peu de temps après, les Allemands restant sur la rive est du canal. Et le front dans ce petit secteur ne bougera plus jusqu'au 5 octobre 1918.

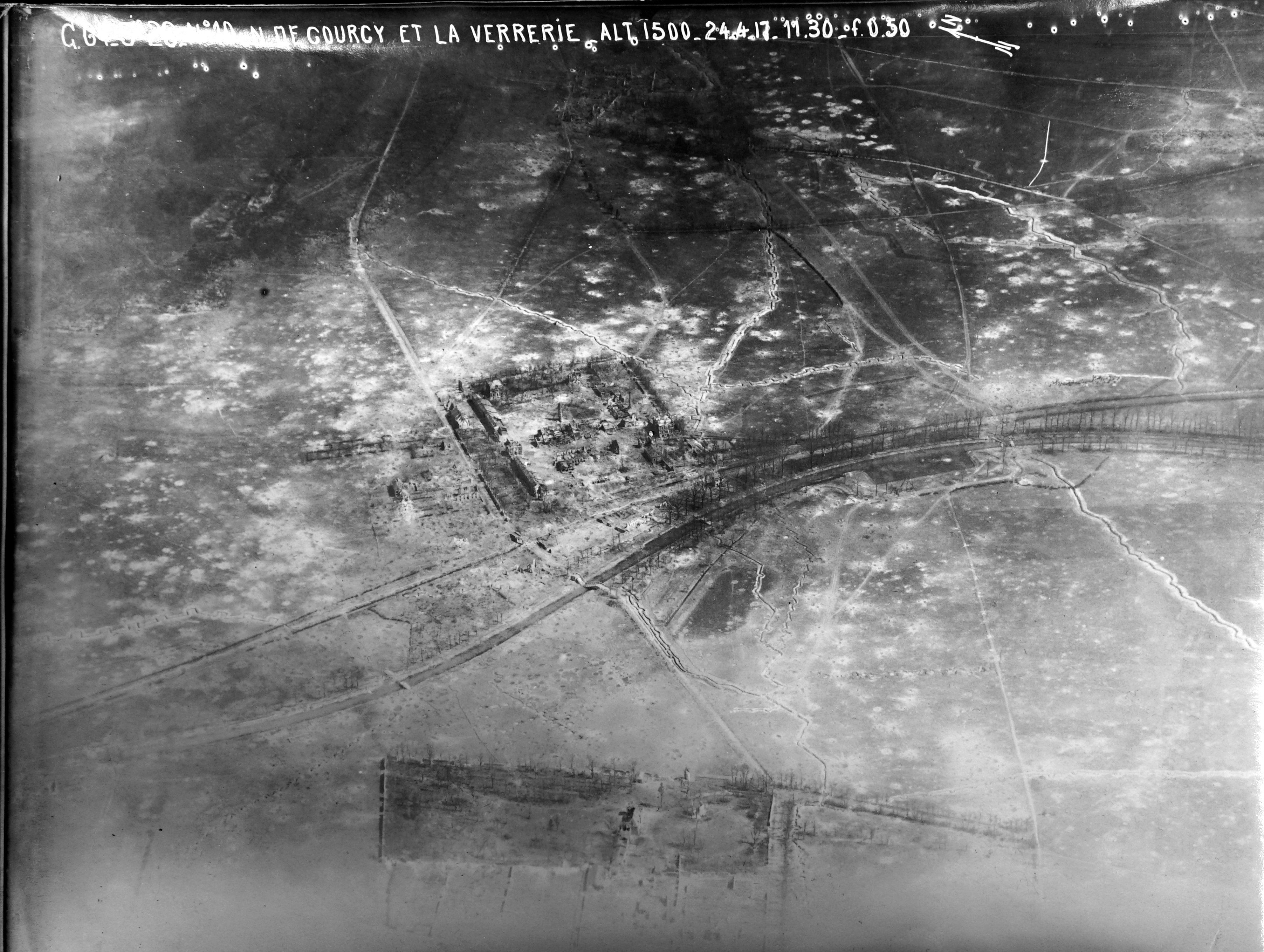
Courcy sur une photographie aérienne du 24 avril 1917.

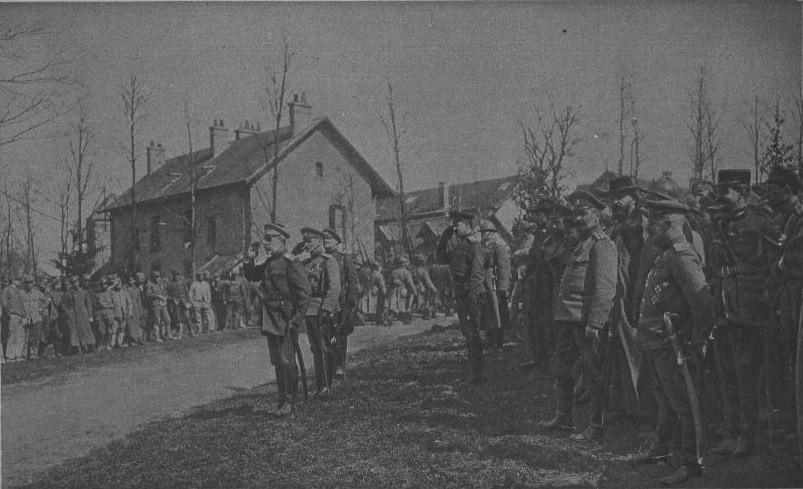
Le régiment russe entrant dans le village lors de l'offensive Nivelle Palitsyne est avec Lokhvitski, in Le Miroir.

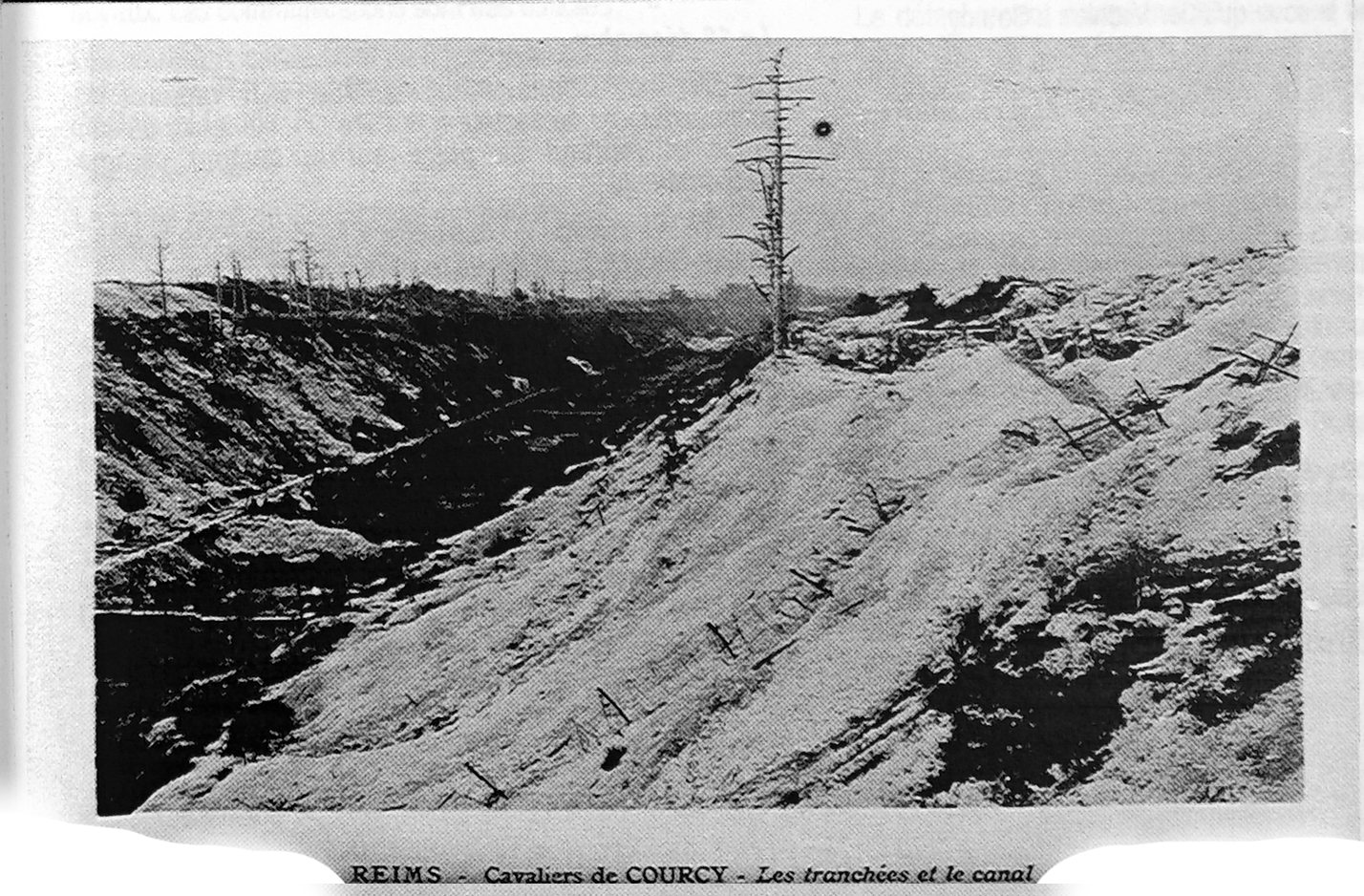
Cavaliers de Courcy.

Situé sur la ligne de feu durant les quatre années de la guerre, le village fut repris alternativement plusieurs fois par chacun des deux belligérants. Notamment le 16 avril 1917, c’est la première brigade russe du corps expéditionnaire qui reprend le village,.
Entièrement détruit lors des combats, le village faillit même ne pas être reconstruit, comme d’autres dans le département de la Marne. C’est grâce à l’opiniâtreté et à l’engagement de monsieur Pierre Givelet (futur maire de Courcy), directeur de la verrerie avant 1914, qui prit l’engagement de reconstruire son usine que le village fut sauvé. La commune est décorée de la Croix de guerre 1914-1918 le 1er octobre 1920.
Également détruite pendant la Première Guerre mondiale, la verrerie est reconstruite le long du canal vers 1920. M. Émile Charbonneaux devint le nouveau président du Conseil de surveillance. M. Charles de Grandrut n'ayant pas l'intention de reconstruire la verrerie de Loivre. M. Givelet lui racheta le fonds de commerce et les dommages de guerre afférents. La société pris le nom de « Verreries de Courcy et de Loivre réunis - Givelet et Cie ». La cité ouvrière fut reconstruite en premier. Une nouvelle chapelle est construite en 1923, à l'emplacement de la première usine. En 1929, Jacques Givelet, en devint le cogérant avec son père Pierre. À la suite de la crise économique de 1929-1930, l'activité a cessé en 1933. Les machines furent démontées et remontées à la verrerie Charbonneaux à Reims, qui en avait repris l'actif et le passif.
Au milieu des années 1920, la décision est prise de construire une base aérienne pour l’armée de l’air sur le terrain qui comportait déjà des activités aériennes avant la guerre : l'actuelle Base aérienne 112 Reims-Champagne « Commandant Marin la Meslée » qu'on appelait autrefois « base aérienne de Reims-Courcy » quoique construite à cheval sur les communes de Courcy et de Bétheny. Elle est la cible de bombardements et de mitraillage pendant la Seconde Guerre mondiale. Le village dont les habitants avaient été tous évacués le 16 mai 1940 fut entièrement pillé durant cette période.
L’après-guerre a vu une restructuration et un développement considérable de l’agriculture, activité principale de la commune. À la fin du XXe siècle, le village est particulièrement dynamique avec de nombreuses associations tant sur le plan sportif que culturel.

## Politique et administration

### Intercommunalité
La commune, antérieurement membre de la communauté de communes des Deux Coteaux, est membre, depuis le 1er janvier 2014, de la communauté de communes du Nord Champenois.
En effet, conformément au schéma départemental de coopération intercommunale de la Marne du 15 décembre 2011, cette communauté de communes du Nord Champenois est issue de la fusion, le 1er janvier 2014, de :
- la communauté de communes de la Colline,
- de la communauté de communes de la Petite Montagne,
- de la communauté de communes des Deux Coteaux
- et de la communauté de communes du Massif[23],[24].

### Liste des maires
| Période                                  | Période                        | Identité                 | Étiquette | Qualité                                                            |
| ---------------------------------------- | ------------------------------ | ------------------------ | --------- | ------------------------------------------------------------------ |
| Les données manquantes sont à compléter. |                                |                          |           |                                                                    |
|                                          |                                |                          |           |                                                                    |
| 1822                                     | 1830                           | Henri Hériot de Vroïl    |           |                                                                    |
| avant 1853                               | 1856                           | Nicolas François Démolin |           |                                                                    |
| 1857                                     | 1860                           | Jules Hériot de Vroil    |           | Économiste Propriétaire du château de Rocquincourt à Courcy        |
| 1860                                     | après 1879                     | Nicolas François Démolin |           |                                                                    |
|                                          |                                |                          |           |                                                                    |
|                                          | avant 1914                     | M. Gacoing               |           |                                                                    |
|                                          |                                |                          |           |                                                                    |
| 1959                                     | 1977                           | Pierre Barré             |           |                                                                    |
|                                          |                                |                          |           |                                                                    |
| avant 1988                               |                                | Paul Obers               |           |                                                                    |
|                                          |                                |                          |           |                                                                    |
| 1989                                     | 2001                           | Christian Desgrippes     | UMP       |                                                                    |
|                                          |                                |                          |           |                                                                    |
| 2008                                     | En cours (au 30 novembre 2023) | Martine Jolly            |           | Ancienne profession intermédiaire Réélue pour le mandat 2020-2026, |

### Jumelages

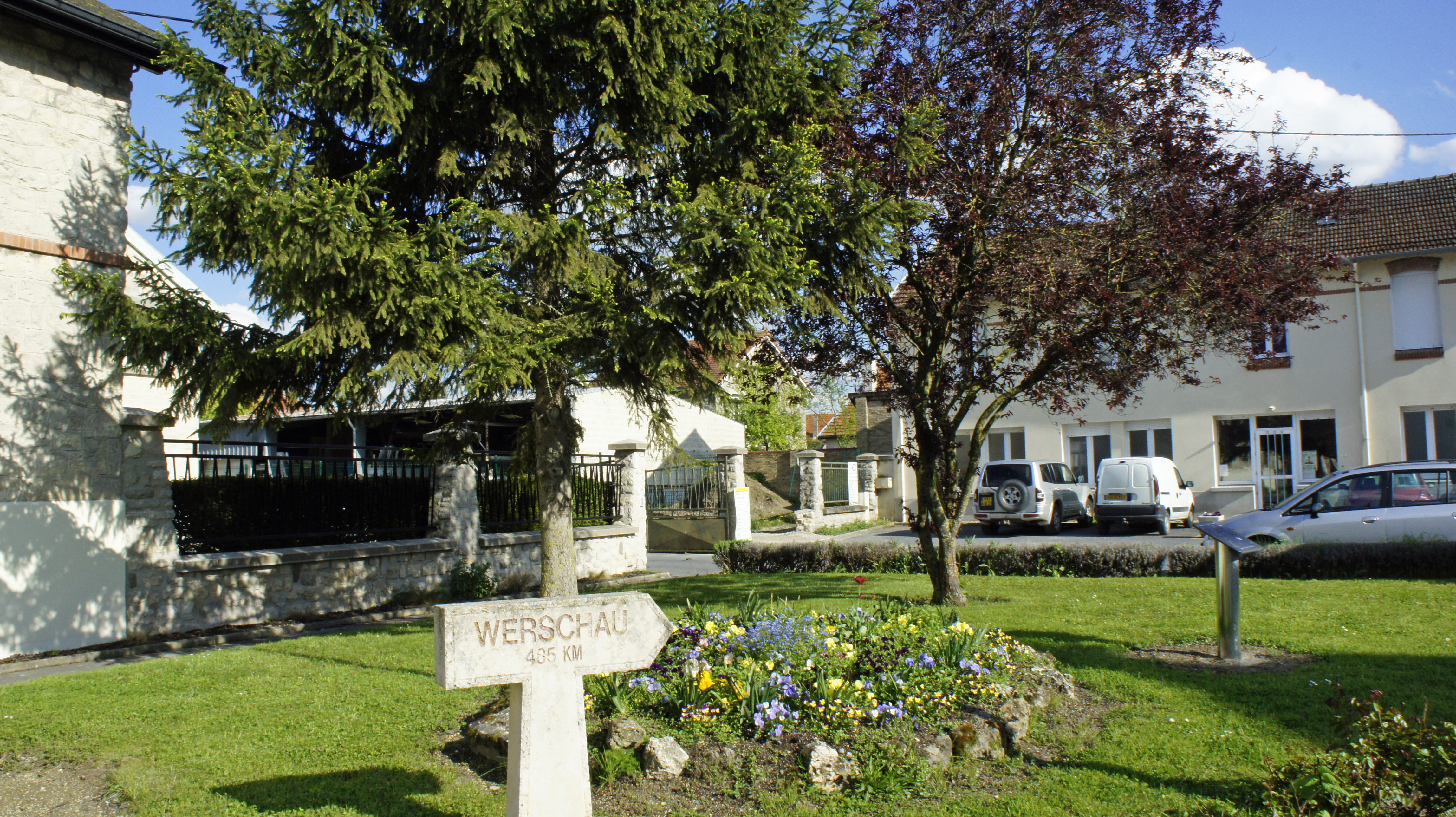
Square du jumelage.

La ville est jumelée avec Werschau en Allemagne.

## Population et société

### Démographie
L'évolution du nombre d'habitants est connue à travers les recensements de la population effectués dans la commune depuis 1793. Pour les communes de moins de 10 000 habitants, une enquête de recensement portant sur toute la population est réalisée tous les cinq ans, les populations de référence des années intermédiaires étant quant à elles estimées par interpolation ou extrapolation. Pour la commune, le premier recensement exhaustif entrant dans le cadre du nouveau dispositif a été réalisé en 2004.

En 2022, la commune comptait 1 262 habitants, en évolution de +29,44 % par rapport à 2016 (Marne : −1,19 %, France hors Mayotte : +2,11 %).
| 1793 | 1800 | 1806 | 1821 | 1831 | 1836 | 1841 | 1846 | 1851 |
| ---- | ---- | ---- | ---- | ---- | ---- | ---- | ---- | ---- |
| 335  | 351  | 303  | 340  | 551  | 589  | 589  | 609  | 601  |

| 1856 | 1861 | 1866 | 1872 | 1876 | 1881 | 1886 | 1891 | 1896 |
| ---- | ---- | ---- | ---- | ---- | ---- | ---- | ---- | ---- |
| 591  | 581  | 608  | 655  | 890  | 792  | 850  | 851  | 978  |

| 1901 | 1906 | 1911  | 1921 | 1926 | 1931  | 1936 | 1946 | 1954  |
| ---- | ---- | ----- | ---- | ---- | ----- | ---- | ---- | ----- |
| 910  | 989  | 1 011 | 558  | 933  | 1 008 | 569  | 631  | 1 201 |

| 1962  | 1968  | 1975 | 1982 | 1990  | 1999  | 2004  | 2006  | 2009  |
| ----- | ----- | ---- | ---- | ----- | ----- | ----- | ----- | ----- |
| 1 272 | 1 267 | 870  | 975  | 1 187 | 1 150 | 1 397 | 1 388 | 1 288 |

| 2014  | 2019  | 2022  | - | - | - | - | - | - |
| ----- | ----- | ----- | - | - | - | - | - | - |
| 1 034 | 1 210 | 1 262 | - | - | - | - | - | - |

### Enseignement
La commune compte une école maternelle, une école primaire ainsi que le regroupement pédagogique de Courcy-Brimont.

### Santé
Courcy accueille une maison médicale regroupant deux médecins, deux infirmières et un kinésithérapeute, ainsi qu'une caserne de sapeurs-pompiers (corps de première intervention).

### Loisirs
- Terrain de football,
- Courts de tennis,
- Terrain de pétanque.

Le village a également été traversé de part en part par le Tour de France 2002, le 9 juillet, lors de l'étape Metz - Reims. À cette occasion, de nombreuses décorations et animations ont été mises en place, notamment un totem de vélos.

## Économie
De nombreux agriculteurs produisent essentiellement : du blé d'hiver, de l'orge d'hiver et de printemps, des pois protéagineux, de la betterave sucrière, de la luzerne, du colza, du maïs et du tournesol. La commune compte un silo de stockage de grain.
Sur le territoire de la commune, se trouve également une friche correspondant à l'ancienne base aérienne 112 « Commandant-Marin-la-Meslée », fermée et définitivement délaissée par l'armée le 30 juin 2012. Cette friche fait l'objet du projet "Microville 112", mené conjointement par la Mairie et la SCIC Alliance Sens et Economie. Ce lieu devient ainsi un territoire d'expérimentation qui se veut phare pour l'agglomération et pilote à l'échelle nationale et internationale en matière de co-construction de la ville durable. De nombreux acteurs, locaux ou non, sont associés à cette démarche.
Certaines parcelles agricoles de la commune pourraient prochainement entrer dans la zone de production du champagne (AOC).

## Culture locale et patrimoine

### Lieux et monuments
- Le château de Rocquincourt. Le seigneur était, en 1443, Pierre Toignel, sire de Taissy et de Mont-saint-Pierre ; puis Guillaume Toignel, en 1496, écuyer et seigneur de Contreuve et de Rocquincourt. Puis Nicoals de Bezannes, sieur de Grandpré et Rocquincourt en 1625 avant de passer à Nicole Martin en 1643 qui était l'arrière grand-mère de Jean-Baptiste Colbert. Marie Colbert vendait le château, 16 000 Livres à Louis Lagoille bourgeois de Reims le 25 mars 1698 qui fut ensuite vendu à Joseph-Antoine Béguin le 7 septembre 1731, seigneur de Coucy et Chalons-sur-Vesle. Il passait ensuite dans les mains de Antoine Lespagnol de Villette, puis à M. Ruinart de Brimont qui le donnait en dot à sa fille qui se mariait avec le sieur Hériot de Vroil.
- Un monument en hommage aux soldats russes, libérateurs de la ville en 1917[39],[21].
- L'église dédiée à saint Hippolyte ainsi qu'à sainte-Thérèse de l'enfant Jésus. Elle comporte un ensemble de 8 verrières figurées et décoratives attribuées à Léopold De Troeyer[40].
- Le monument aux morts est classé à l'inventaire des monuments historiques[41].
- La verrerie est classée à l'inventaire des monuments historiques[42].

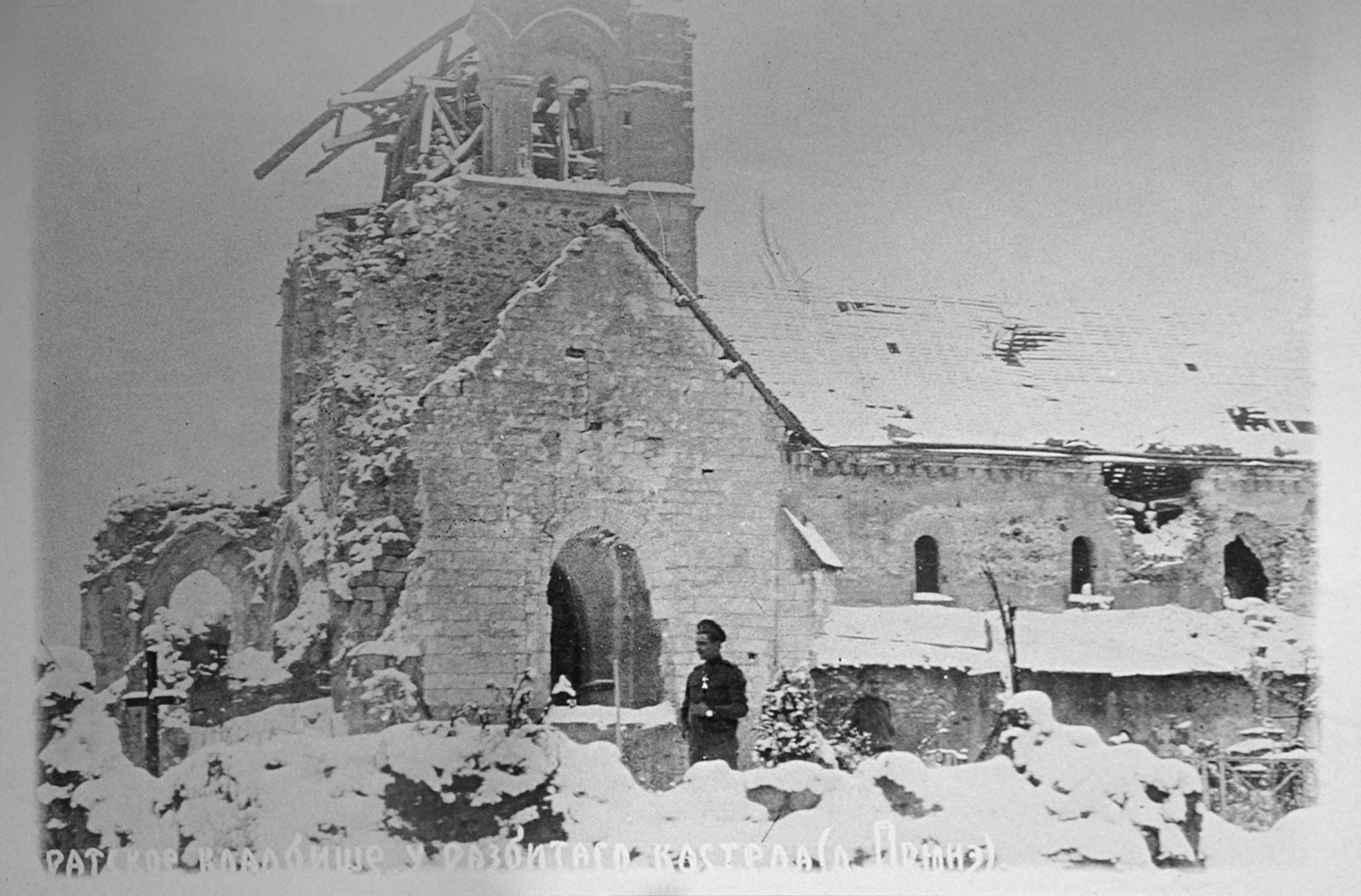
L'église détruite par la Grande guerre,
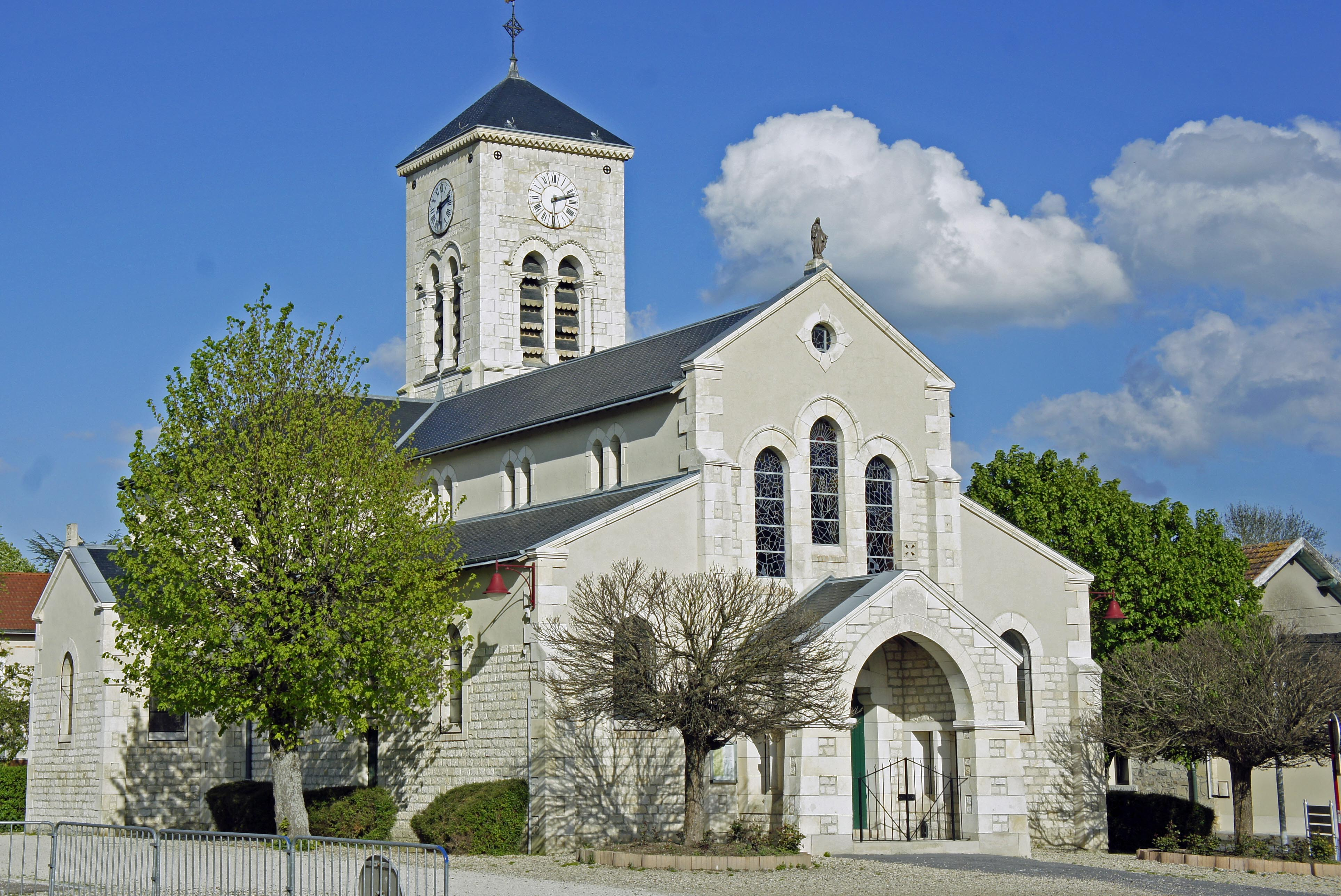
et la nouvelle église.
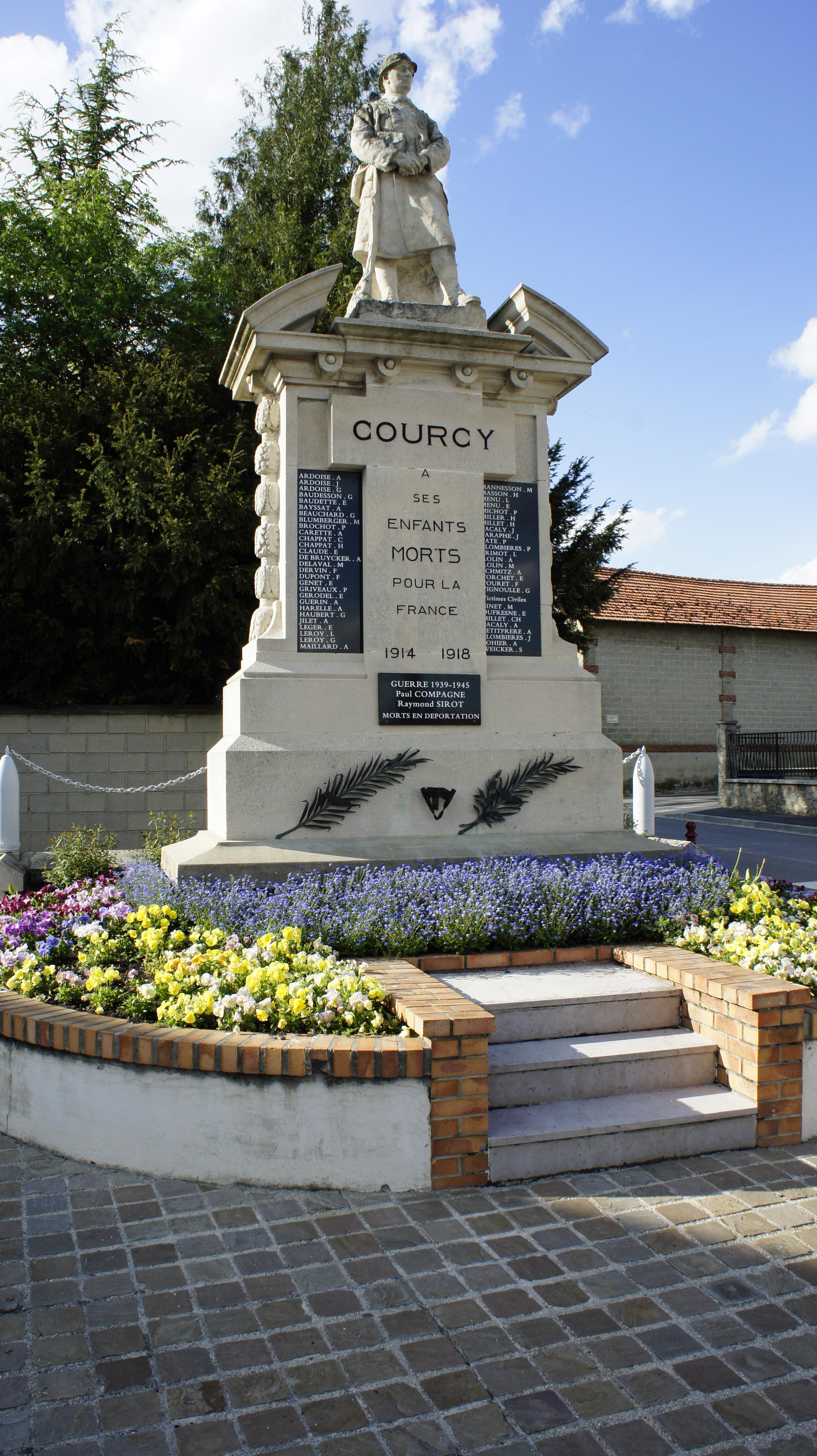
Le monument aux morts.
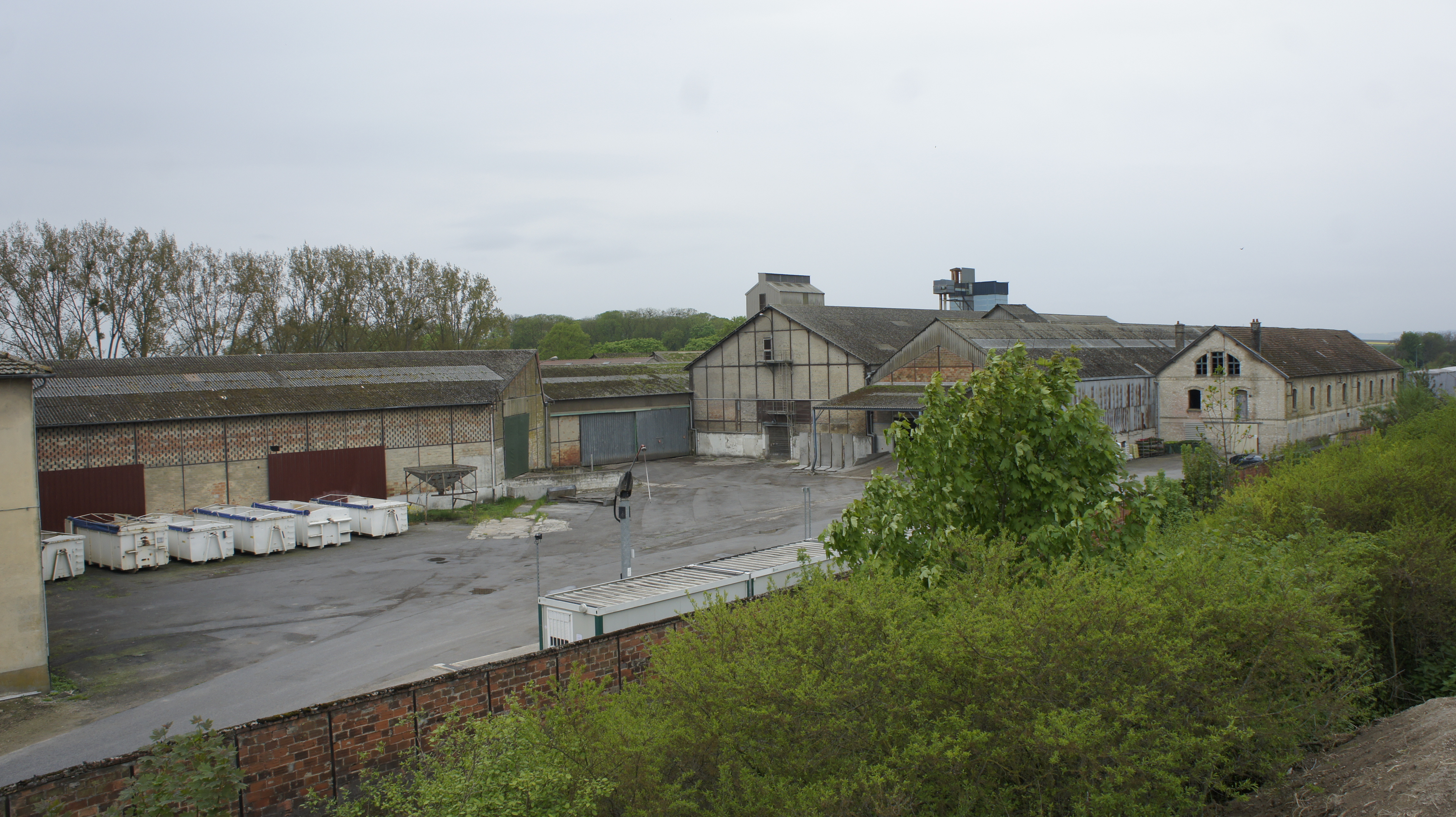
La verrerie et
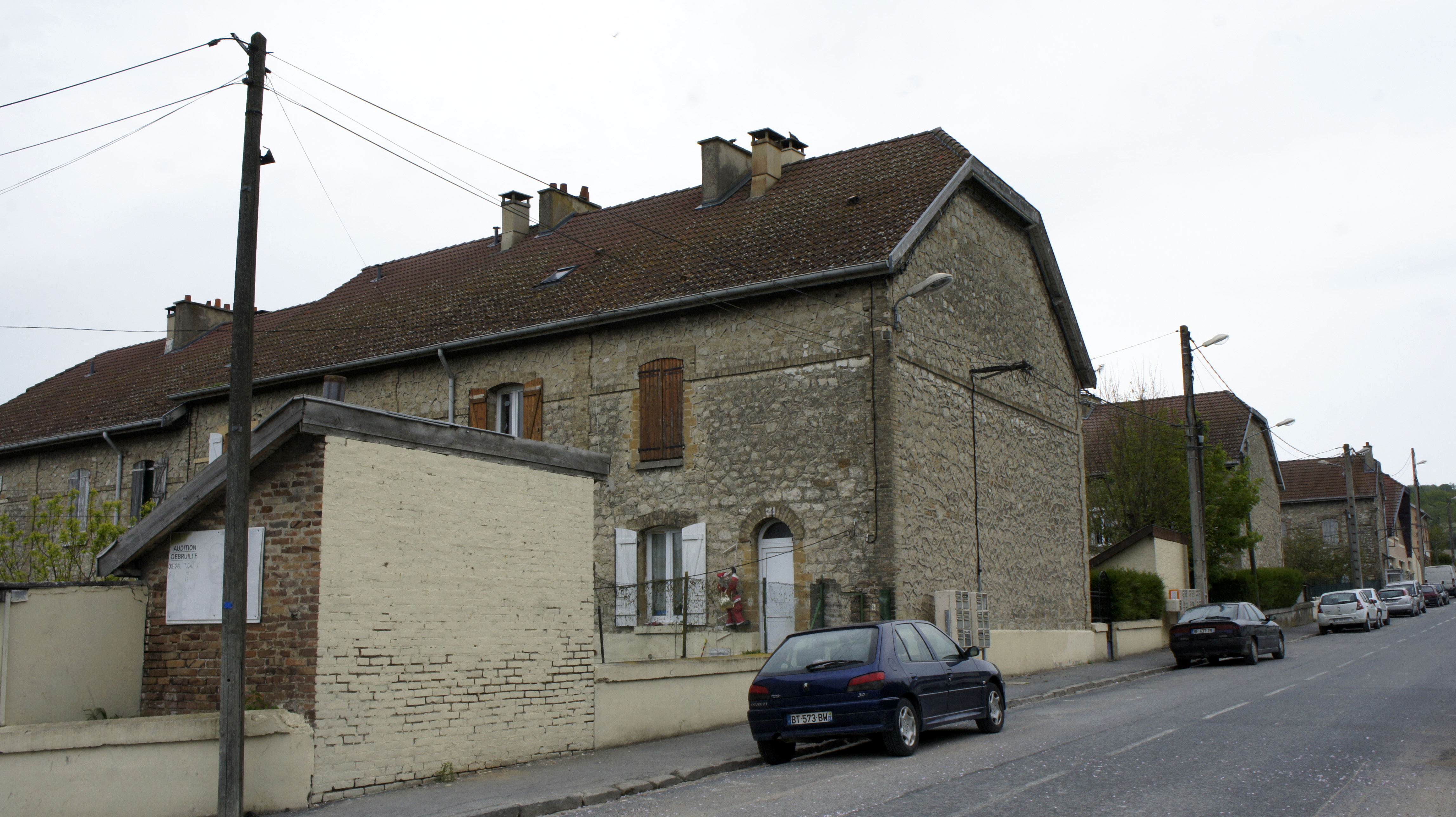
sa cité ouvrière.

### Personnalités liées à la commune
- Jules Hériot de Vroil.